# Ernest Nolf
Ernest Emile Louis Marie Nolf, né le 15 mai 1870 à Ypres et décédé à Gand le 3 février 1958  est homme politique libéral belge flamand.
Il fut avocat ; il fut élu député belge et ensuite sénateur (il siègera jusque 1933).

## Généalogie
- Il est le fils de Emile-Joseph (1842-1909) et Sylvie Vandenbroele (1843-70).
- Il épousa en 1905 Elvire Amelot (1876-1962),
  - Ils eurent deux filles: Andrée (1906-1986) et Suzanne (1909-2006).

## sources
- Liberaal Archief